# Strukturalizam
Strukturalizam je znanstveni pristup koji se temelji na proučavanju organiziranih nizova jedinica s relativno stabilnim odnosima, odnosno različitih struktura. One ne postoje u stvarnosti, već su misaone koncepcije i forme kojima se koristi kako bi se shvatio izučavani fenomen.
Porijeklo strukturalizma može se tražiti u lingvistici, odnosno u radu švicarskog jezikoslovaca de Saussurea, no interes za pojam strukture se s vremenom proširio izvan granica proučavanja jezika na mnoga druga područja znanstvenog rada, poput antropologije, filozofije, biologije i sl.  Strukturalizam, dakle, nije jedna teorija, već orijentacija primijenjena u različitim znanostima, na različite načine. Ipak, sve strukturalističke perspektive imaju određene zajedničke karakteristike; švicarski psiholog i filozof Jean Piaget navodi sljedeća svojstva:
1. svojstvo totaliteta - elementi su podređeni zakonima koji određuju sistem kao takav, što se odnosi na široko prihvaćenu ideju da je cjelina više od skupa svojih dijelova
2. transformacije - struktura je zatvoren sistem transformacija, te može biti vanvremenska (ako odnos slijedi izravno, bez intervala trajanja - npr. 2+2=4) ili vremenska (kad je određena vremenskim intervalom - npr. vjenčanje)
3. autoregulacija - pri čemu se misli na to da se strukture uređuju same, a može biti unutarnja (odnosi se na dovršenu strukturu) ili se ticati stvaranja novih struktura na način da se već postojeće obuhvaćaju i, na primjer, umeću kao podstrukture u šire sisteme